# Диранс
Дуранс (фр. Durance) је река у Француској. Дуга је 324 km. Улива се у Рону. 